# Vieille ferme de Godinne
La Vieille ferme de Godinne est une ferme fortifiée située à Godinne, en Région wallonne, en Belgique. Construite en 1623, la ferme est classée comme propriété du patrimoine protégée en Wallonie. Aujourd'hui, la Vieille ferme de Godinne abrite une bibliothèque, un musée, une salle de conférence et une salle de concert, servant ainsi de centre culturel pour la communauté locale. La ferme est également notable pour son architecture et son histoire.
La ferme est située à proximité d'une église romane, l'église Saint-Pierre, et d'un château, tous deux faisant partie du patrimoine architectural de la région. Ce site important est reconnu pour son intérêt archéologique, architectural, historique et paysager, et est considéré comme l'un des beaux sites de la vallée mosane. Elle forme un ensemble remarquablement conservé avec divers bâtiments datant du XVIIe siècle disposés autour d'une cour pavée centrale. Les matériaux utilisés sont en pierres de taille calcaire mélangées de grès, et le style d'élévation confère une homogénéité à l'ensemble. L'accès se fait par un porche simple, autrefois flanqué de deux tours carrées dont seule celle de droite subsiste. On peut y voir le blason de 1623 des Maillen, la famille propriétaire des lieux depuis 1512.

## Historique

### Origines

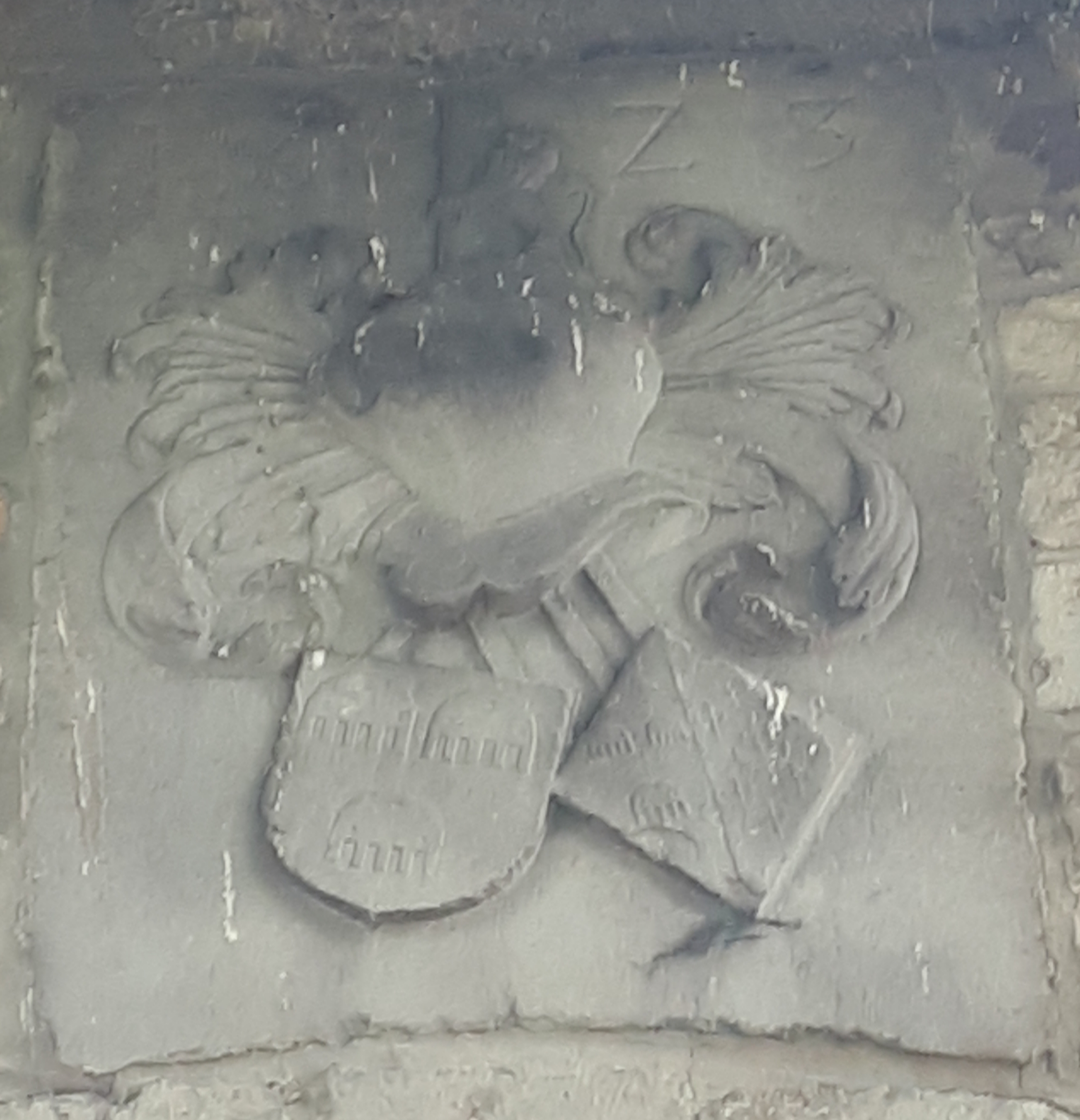
Blason de 1623 des Maillen

Au cours du XVIe siècle, la région de Godinne voit émerger la lignée des Maillen, dont l'arrière-grand-père, Félix de Maillen, devient seigneur de Godinne en 1512. Ce fief foncier, relevant de Spontin, est un héritage de son épouse, Isabeau de le Cygne. À l'époque, le domaine est qualifié de petit manoir. 
Le petit-fils de Félix, Thierry, se marie avec Marguerite de Sohey et devient seigneur de Godinneet de Rivière. En 1587, Thierry acquiert la venne, un piège à poissons situé à Godinne. En 1594, leur fils François succède à Thierry. En tant que titulaire de la seigneurie hautaine et foncière héritée des archiducs Albert et Isabelle, François de Maillen, époux de Jeanne Honoré, entreprend l'agrandissement et la fortification de la ferme de Godinne. Il fait ériger de hauts murs d'enceinte, dont trois des quatre tours d'angle qui sont toujours présentes. Les armoiries du couple sont apposées en 1623 sur le portail est de la ferme, symbolisant l'union de leurs blasons.
Malheureusement, François de Maillen est blessé lors du marché Saint-Remy à Namur en 1624 et décède peu après, sans laisser de descendance. Dans son testament du 5 décembre 1624, il lègue son domaine à son épouse Jeanne Honoré, puis à son filleul Gérard d'Orjo, fils d'Helène de Maillen et du seigneur Gilles d'Orjo d'Anthée. Au XVIIe siècle, Philippe-Florent, fils de Gérard d'Orjo, fait construire une demeure de style renaissance mosane, achevée en 1687. 
La seigneurie fut reprise et attribuée en 1638 aux Hascamps et Waha puis ceux-ci vendirent leur part (Godinne sur la rive droite) en 1643 à Gérard d’Orjo dont les descendants vendirent à leur tour toutes leurs possessions godinnoise en 1721 aux Moniot. Ces derniers restèrent en possession de la seigneurie jusqu’à la fin de l’Ancien Régime.

### XXesiècle
L'Association sans but lucratif de gestion Le Patrimoine de Godinne a joué un rôle essentiel dans la préservation et la mise en valeur de la Vieille Ferme de Godinne. Depuis la vente de la ferme en 1959, qui était alors en état de délabrement, cette association s'est engagée à préserver ce site historique.
En 1981, des changements significatifs ont eu lieu à la Vieille ferme de Godinne. La bibliothèque, qui avait été fondée en 1976 et qui se trouvait dans la demeure seigneuriale, a été déplacée dans un espace plus grand dans les anciennes écuries. Cette transformation a permis d'optimiser l'utilisation de l'espace au sein de la ferme et d'offrir un environnement plus spacieux pour la bibliothèque. Cette année-là, lors de l'inauguration, l'ancien espace de la bibliothèque a été transformé en salle à manger, offrant un lieu de convivialité pour les visiteurs.
Le musée archéologique de la Haute-Meuse (MAHM) a été ouvert en 2001.